# Celerena prodroma
Celerena prodroma là một loài bướm đêm trong họ Geometridae.